# Liukman Adams
Liukman Adams (San Petersburgo, Rusia, 24 de septiembre de 1988) es un atleta ruso, especialista en la prueba de triple salto en la que llegó a ser subcampeón europeo en 2014.

## Carrera deportiva
En el Campeonato Europeo de Atletismo de 2014 ganó la medalla de plata en el triple salto, llegando hasta los 17.09 metros, tras el francés Benjamin Compaoré (oro con 17.46 m) y por delante de su compatriota ruso Aleksey Fyodorov (bronce con 17.04 m).